# Priam-Klasse
| Super-P oder Priam-Klasse | Super-P oder Priam-Klasse                                                                                    |
| ------------------------- | --- |
|                           | |
| Schiffsdaten              | |
| Schiffstyp:               | Frachtmotorschiff                                                                                            |
| Bauwerften:               | Vickers Armstrong Shipbuilders, High Walker, Mitsubishi Heavy Industries, Nagasaki und John Brown, Clydebank |
| Technische Daten          | |
| Vermessung:               | 13.600 BRT                                                                                                   |
| Tragfähigkeit:            | etwa 11.200 t                                                                                                |
| Länge über alles:         | 171,75 m |
| Länge zwischen den Loten: | 158,80 m |
| Breite über alles:        | 23,62 m |
| Tiefgang:                 | 9,14 m |
| Maschine                  | |
| Antrieb:                  | 1 x B & W Dieselmotor                                                                                        |
| Maschinenleistung:        | 18.900 PSe                                                                                                   |
| Höchstgeschwindigkeit:    | 21 kn |
| Sonstiges                 | |
| Anzahl Besatzung:         | |
| Anzahl Passagiere:        | |

Die als Priam-Klasse oder als Super-P's bezeichnete Schiffsklasse ist eine Baureihe von acht Motorschiffen der britischen Reedereien Blue Funnel Line und Glen Line. Die Schnellfrachter-Serie stellt deren letzten Entwurf eines herkömmlichen Stückgutschiffs vor der Fusion der Muttergesellschaft Ocean Steamship Company mit der Elder Dempster & Company zur Ocean Transport & Trading Co. (OT&T) und der darauffolgenden Umstellung der Reedereien auf Containerschiffe dar.

## Geschichte
Fünf Schiffe der Baureihe wurde auf der Werft Vickers Armstrongs Shipbuilders in High Walker/Newcastle upon Tyne gebaut, die beiden Schiffe Pembrokeshire und Glenalmond entstanden jedoch aufgrund von Lieferschwierigkeiten auf der japanischen Werft Mitsubishi Heavy Industries, die Glenfinlas auf der Werft John Brown & Company in Clydebank. Durch monatelange Verspätungen auf den seinerzeit in Arbeitskämpfen verstrickten britischen Werften gehörten die zwei in Japan georderten Schiffe zu den ersten abgelieferten. Dies wiederum führte dazu, dass die sechs Schiffe der Priam-Klasse die letzten jemals in Großbritannien georderten Schiffe der Blue Funnel Line wurden. Ein weiteres Mosaiksteinchen im damals fortschreitenden Niedergang der britischen Schiffbauindustrie. Das Typschiff der Klasse war die am 5. Januar 1966 zu Wasser gelassene Priam. Sie wurde im November 1966 siebeneinhalb Monate später als vertraglich vereinbart abgeliefert. Die Glenalmond wurde so, obwohl mit deren Bau bei Mitsubishi erst später begonnen worden war, im September 1966 das erste fertiggestellte Schiff der Klasse. Den Abschluss der Klasse bildete die Ende 1967 übergebene Radnorshire. Jeweils vier Super-P's kamen für die Blue Funnel Line und die Glen Line in Fahrt.

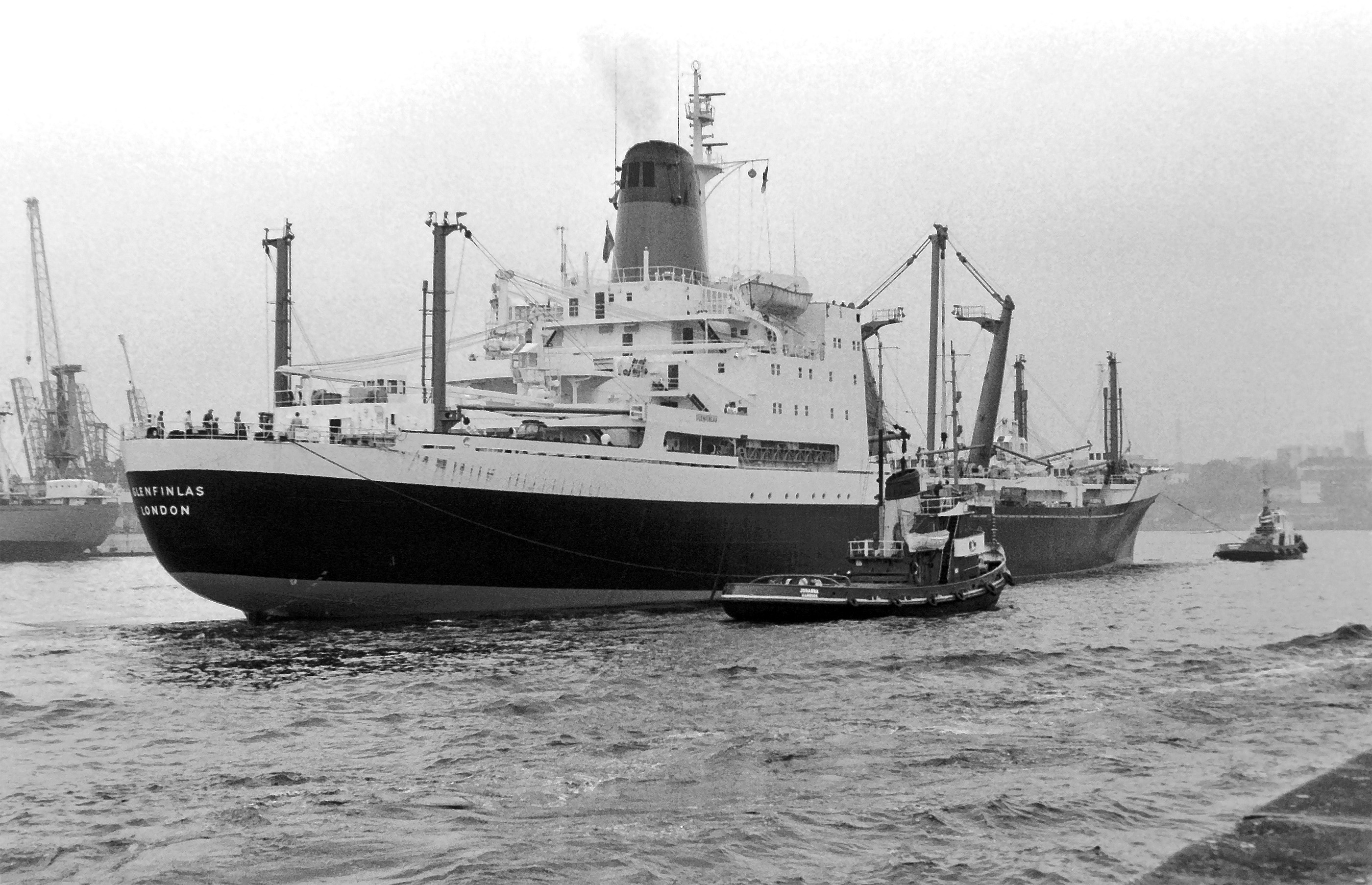
Glenfinlas in Hamburg (1969)

Eine weitere Tradition der Reederei wurde mit den Super-P's beendet, als die ehemalige Glenalmond als Patroclus als letztes Blue-Funnel-Schiff unter niederländischer Flagge unter die britische Flagge gebracht wurde.
Durch das Konzept der Schnellfrachter, die mit ihrer hohen Geschwindigkeit von 21 Knoten eine erhebliche Verkürzung der Reisedauer ermöglichten, erhoffte sich die Ocean Steamship Company, eine Verbesserung der Wirtschaftlichkeit für den Liniendienst nach Fernost zu erreichen und wieder mit der HAPAG gleichzuziehen, die ebenfalls einen Dienst nach Ostasien betrieb und schon Ende 1964 den ersten von sieben ähnlich konzipierten Schnellfrachtern der Westfalia-Klasse in Dienst gestellt hatte.
Schon zu Baubeginn der Priam-Klasse, begann der Wandel der Langstreckenlinienverkehre durch die Einführung des Containers deutlich zu werden. Dies führte dazu, dass Anfang der 1970er Jahre die ersten Containerschiffe den Ostasiendienst aufnahmen. So brachte die Reederei Hapag-Lloyd ihre ersten Containerschiffe für den Ostasiendienst in den Jahren 1972/1973 in Fahrt.
Obwohl Versuche unternommen wurden, die Super-P's zu Semicontainerschiffen umzurüsten, waren sie schon bald nicht mehr konkurrenzfähig. Die ersten vier Schiffe wurden 1978 en bloc an den Hongkonger Reeder C.Y.Tung verkauft. Der Rest der Schiffe folgte bis 1983. Auch in zweiter Hand wurden einige Schiffe noch Umrüstungen zum Semicontainerschiff umgebaut, bereits sechs Jahre später waren aber alle bis auf ein Schiff wieder verschrottet worden. Einzig die ehemalige Pembrokeshire erreichte als Phrontis eine verhältnismäßig lange Dienstzeit von 28 Jahren.

## Die Schiffe
- Das Typschiff Priam lief am 5. Januar 1966 vom Stapel und wurde im November 1966 übergeben. 1978 verkaufte man sie an C.Y.Tung, der sie in Oriental Champion umbenannte. Im Jahr darauf wurde das Schiff auf 195,40 m verlängert und zum Containerschiff umgebaut. Am 18. Oktober 1985 wurde die Oriental Champion 60 Seemeilen nördlich von Bahrain bei einem Raketenangriff stark beschädigt und erreichte im Schlepp am 13. Februar 1986 eine Abbruchwerft in Kaohsiung.[1]
- Die Glenalmond mit der Baunummer 1613 war am 22. Februar 1966 der erste Super-P Stapellauf bei Mitsubishi. Sie ging im September 1966 für die Glen Line in Fahrt. Ab 1973 kam sie als Patroclus zur Reederei China Mutual und 1974 zur Blue Funnel Tochtergesellschaft NSMO. 1978 kam sie zur Blue Funnel Line zurück und wurde 1982 an die Rajab & Co in Dschidda verkauft, die sie als Rajab 1 weiterbetrieb, bevor sie 1984 noch einmal in Sahar umbenannt wurde. Sie geriet vor Port Rashid in Brand. Ab dem 26. November 1984 wurde sie in Gadani verschrottet.[2]
- Die Peisander lief am 23. März 1966 als Baunummer 185 vom Stapel und wurde erst ein volles Jahr später, im März 1967, fertiggestellt. 1978 verkaufte man sie an C.Y.Tung, der sie in Oriental Exporter umbenannte. Ab 1981 lief sie als Main Express um ab 1984 wieder Oriental Exporter zu heißen. Ihr Abbruch in Kaohsiung begann am 10. September 1986.[3]
- Die Pembrokeshire mit der Baunummer 1614 lief am 5. Juli 1966 bei Mitsubishi vom Stapel und wurde dort im März 1967 für die Glen Line fertiggestellt. 1972 kam sie zur Blue Funnel Line und hieß nun Phrontis. Nach ihrem Verkauf, 1982 an die Gulf Shipping Lines taufte man sie Gulf Osprey. Im Jahr darauf erwarb die Islamic Republic of Iran Shipping Lines das Schiff und benannte es Iran Etjehad. Unter ihrem folgenden Namen, Dolphin VIII erreichte sie die Abwrackwerften bei Gadani am 29. April 1995 zum Abbruch.[4]
- Auch die Prometheus mit der Baunummer 186, sie wurde am 18. Juli 1966 zu Wasser gelassen und im Juni 1967 in Dienst gestellt, wurde 1978 an C.Y.Tung verkauft und in Oriental Merchant umbenannt. 1980 trug sie kurzfristig den Namen Oriental Merchant No 1, erhielt aber im selben Jahr wieder den Namen Oriental Merchant. Ab dem 21. März 1986 wurde auch sie in Kaohsiung abgewrackt.[5]
- Der einzige Super-P der Traditionswerft John Brown & Company war die am 3. August 1966 mit der Baunummer 731 vom Stapel gelaufenene Glenfinlas.  Im Dezember 1966 wurde sie an die Glen Line abgeliefert und 1973 als Phemius an die Blue Funnel Line weitergegeben. 1978 kaufte die China Navigation Company das Schiff und nannte Kweichow, 1983 wurde es an die Saudi Venture Organisation weitergegeben und Saudi Kawther getauft. Schon im darauffolgenden Jahr verschrottete man das Schiff in China.[6]
- Am 10. Januar 1967 erfolgte der Stapellauf der Protesilaus als Baunummer 187. Sie wurde im Juli 1967 abgeliefert. 1978 verkaufte man sie an C. Y. Tung, der sie in Oriental Importer umtaufte. Im Zuge des Iran-Irak-Konflikts wurde sie am 1. Juni 1985 auf der Reise von Dammam nach Kuwait auf der Position 28° 10′ N, 49° 35′ O von zwei Raketen getroffen, wobei drei Seeleute ums Leben kamen. Im darauffolgenden Monat verließ sie das Gebiet und erreichte am 18. September zur Verschrottung Kaohsiung.[7]
- Die Radnorshire mit der Baunummer 188 wurde am 13. März 1967 zu Wasser gelassen und 1967 an die Glen Line übergeben. Ab 1973 kam sie als Perseus zur Reederei China Mutual. 1978 wurde si an die China Navigation Company veräußert und in Kwangsi umgetauft. 1981 erhielt sie den Namen Asia Dragon. Im Jahr darauf kaufte die Saudi Venture Organisation das Schiff und benannte es Saudi ZamZam. Weitere zwei Jahre später brach man das Schiff in China ab.[8]